# Mifflin (Wisconsin)
Mifflin – miasto w Stanach Zjednoczonych, w stanie Wisconsin, w hrabstwie Iowa.